# Libye aux Jeux olympiques d'été de 2016
La Libye participe aux Jeux olympiques d'été de 2016 à Rio de Janeiro au Brésil du 5 août au 21 août. Il s'agit de sa 11e participation à des Jeux d'été.

## Athlétisme

### Homme
| Athlètes      | Compétitions | Série | Série | Demi-Finales | Demi-Finales | Finale  | Finale |
| ------------- | ------------ | ----- | ----- | ------------ | ------------ | ------- | ------ |
| Athlètes      | Compétitions | Temps | Rang  | Temps        | Rang         | Temps   | Rang   |
| Mohamed Hrezi | Marathon     | NC    | NC    | NC           | NC           | 2:21:17 | 77e    |
|               |              |       |       |              |              |         |        |

## Aviron
Légende: FA = finale A (médaille) ; FB = finale B (pas de médaille) ; FC = finale C (pas de médaille) ; FD = finale D (pas de médaille) ; FE = finale E (pas de médaille) ; FF = finale F (pas de médaille) ; SA/B = demi-finales A/B ; SC/D = demi-finales C/D ; SE/F = demi-finales E/F ; QF = quarts de finale; R= repêchage
| Athlète            | Compétition  | Séries  | Séries | Repêchage | Repêchage | Quarts de finale | Quarts de finale | Demi-finales | Demi-finales | Finale  | Finale |
| Athlète            | Compétition  | Temps   | Rang   | Temps     | Rang      | Temps            | Rang             | Temps        | Rang         | Temps   | Rang   |
| ------------------ | ------------ | ------- | ------ | --------- | --------- | ---------------- | ---------------- | ------------ | ------------ | ------- | ------ |
| Al-Hussein Gambour | Skiff hommes | 7:43.85 | 5 R    | 7:45.09   | 4 SE/F    | exempt           | exempt           | 8:13.17      | 4 FF         | 7:41.77 | 32     |

## Tir à l'arc
| Athlète       | Compétition | Tour préliminaire | Tour préliminaire | 1er tour                      | 2e tour          | 3e tour          | Quarts de finale | Demi-finales     | Match pour la médaille de bronze | Match pour la médaille de bronze | Finale           | Finale |
| Athlète       | Compétition | Score             | Rang              | Adversaire Score              | Adversaire Score | Adversaire Score | Adversaire Score | Adversaire Score | Adversaire Score                 | Rang                             | Adversaire Score | Rang   |
| ------------- | ----------- | ----------------- | ----------------- | ----------------------------- | ---------------- | ---------------- | ---------------- | ---------------- | -------------------------------- | -------------------------------- | ---------------- | ------ |
| Ali El Ghrari | Individuel  | 568               | 63e               | Battu par Brady Ellison 0 - 6 | non qualifié     | non qualifié     | non qualifié     | non qualifié     | non qualifié                     | non qualifié                     | non qualifié     | 33e    |